# Политехническая улица (Санкт-Петербург)
Политехни́ческая улица — улица в Выборгском районе Санкт-Петербурга. Является границей между Выборгским и Калининским районами города. Название получила по находящемуся в конце улицы Политехническому институту (с 1990 года — университет).

## История
Первоначально Политехнической улицей назывался только короткий (около 220 сажен) дугообразный проезд вдоль западной границы участка, отведённого для зданий Политехнического института, построенных к 1902 году. Началом этого проезда (с южной стороны) был перекрёсток Сосновской улицы (ныне улица Курчатова) и дороги в Сосновку, продолжением которой собственно Политехническая улица и являлась.
На севере её кривая выводила к месту, где к уходящей на восток Костромской улице (ныне улица Гидротехников) примыкали проспект Сегаля, ориентированный на северо-запад (ныне утрачен), и проспект Бенуа (ныне Тихорецкий). Последний мог бы восприниматься, как продолжение Политехнической улицы, если бы она не искривлялась, обходя стоящий поперёк её дом. Хаотичность планировки этого места, несколько скорректированная при перепрокладке Тихорецкого проспекта, сохранилась до сих пор. Ещё один дом отсекал конец Политехнической улицы от Яшумова переулка; впрочем, с этим переулком, выводящим на запад, к Старопарголовскому проспекту (ныне проспект Тореза), Политехническую улицу соединяла небольшая Приютская улица (ныне утрачена).
В 1914—1916 году началось хозяйственное освоение территорий к югу от Малой Спасской улицы, прилегающих с севера к станции Кушелевка.
Следуя столичной топонимической традиции «кустового» именования (имена соседних улиц даются по одному и тому же принципу), новые проезды получили имена в честь виднейших промышленников России. Своё имя Алексеевский проспект — главная магистраль промзоны, по которой в 1916 году проложили трамвайную линию — получил название в честь купеческой династии Алексеевых (см. Алексеев, Николай Александрович, Станиславский, Константин Сергеевич). Параллельно ему была проложена Лианозовская улица (С. Г. Лианозов — крупнейший нефтяной магнат России начала XX века). Пересекающие их улицы были названы в честь виднейших петербургских промышленников начала эпохи капиталистической индустриализации. Путиловская улица — в честь Н. И. Путилова (1820—1880; эпоним Путиловского завода), а улица Дервиза — в честь П. Г. фон Дервиза (1826—1881), концессионера и строителя железных дорог в Российской империи.
К описанию смежных улиц можно добавить, что упирающаяся в Политехническую улицу дорога в Сосновку тоже не была прямолинейной: начинаясь ещё от 2-го Муринского проспекта, примерно через 100 метров за прямоугольным перекрёстком с Старопарголовским проспектом она делала излом примерно на 30° влево.
В 1956 году к Политехнической улице присоединили основную часть дороги в Сосновку, от Старопарголовского проспекта. Начальный же отрезок дороги в Сосновку от 2-го Муринского до Старопарголовского проспекта «растворился» в застройке новых кварталов.
В 1964 году Политехническую улицу опять удлинили, и вновь на юг: на этот раз в неё «влился» Алексеевский проспект. Строго рассуждая в системе уличной сети по состоянию на 1900—1950-е годы, он не являлся продолжением дороги в Сосновку. Чтобы попасть на неё с Алексеевского проспекта по пути из центра города на север, требовалось сначала свернуть налево на Старопарголовский проспект, и проехав по нему около 300 метров, поворачивать направо, на Сосновскую дорогу. Причиной такого зигзага был небольшой квартал частных домов, расположившихся на траектории, соединяющей эти улицы напрямую. Несмотря на высокую значимость рациональной планировки этого участка в масштабах города, право частной собственности не позволило решить проблему отчуждения этой земли до революции, когда производилась трассировка Алексеевской улицы под новую трамвайную магистраль.
Острота жилищной проблемы в 1920-30-е годы, а затем Великая Отечественная война и годы послевоенного восстановления отсрочили снос этих деревянных домов. Лишь в конце 1950-х годов появилась возможность физически соединить Алексеевскую улицу с Политехнической в единую, относительно прямую магистраль — что и было осуществлено в соответствии с Генеральным планом строительства Ленинграда на 1956—1965 годы.

## Трассировка

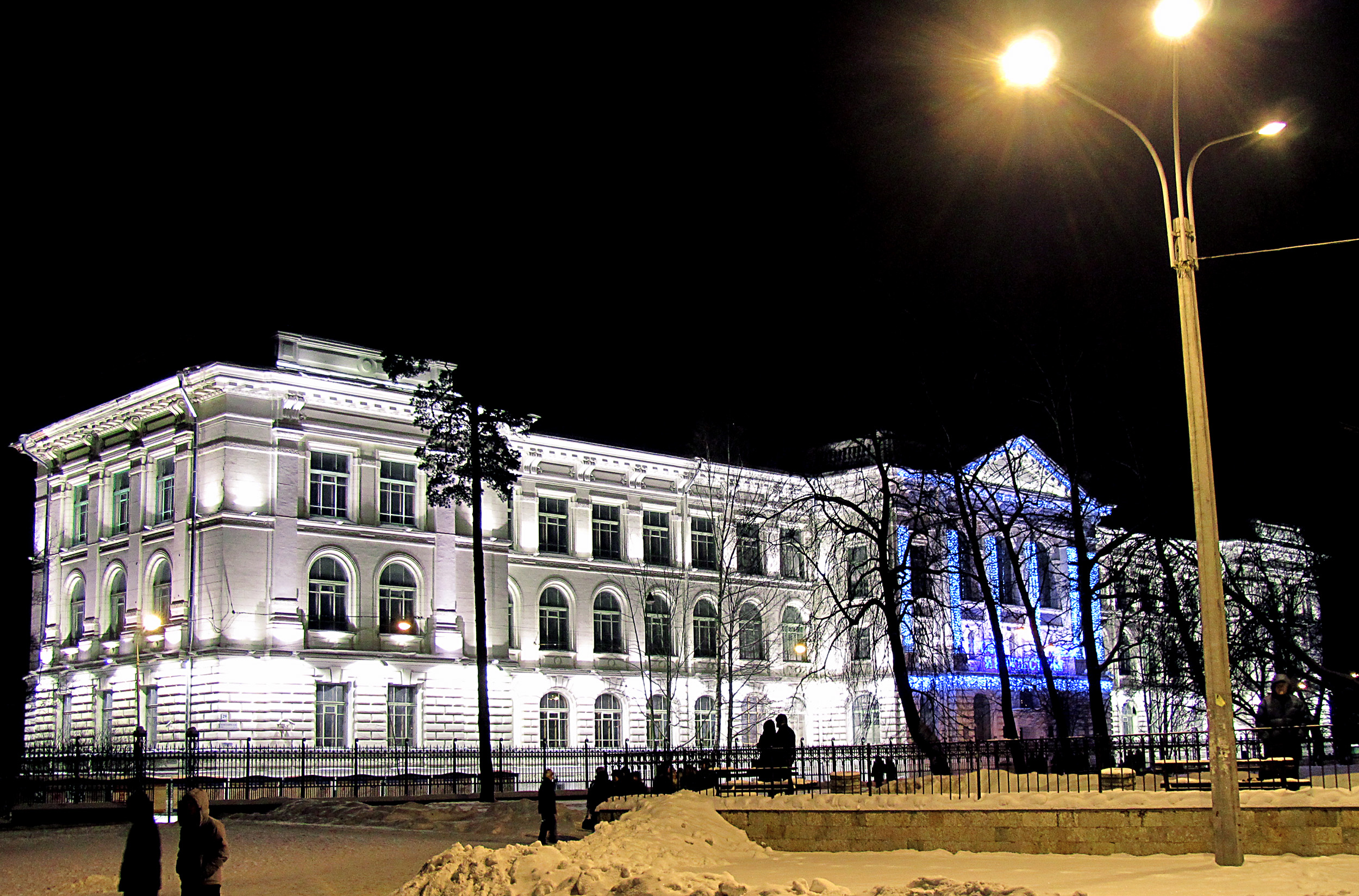
Главное здание Политехнического университета Петра Великого

- Улица начинается от улицы Карбышева у парка Лесотехнического университета и идёт на северо-восток мимо железнодорожной станции Кушелевка,
- пересекает Новороссийскую улицу,
- совершает плавный поворот налево и пересекает площадь Мужества,
- после площади улица идёт практически строго на север,
- налево отходит улица Шателена, за которой слева находятся корпуса научно-исследовательского института телевидения,
- направо отходит улица Хлопина, за которой справа начинается территория Политехнического университета Петра Великого,
- налево отходит небольшая тупиковая Гомельская улица, за которой слева начинается территория Физико-технического института имени А. Ф. Иоффе РАН,
- пересекает площадь Академика Иоффе, к которой слева примыкает улица Курчатова,
- справа находится станция метро «Политехническая» и комплекс зданий Политехнического университета Петра Великого.
- Политехническая улица упирается в уходящую на восток улицу Гидротехников.
- Продолжение Политехнической улицы за улицу Гидротехников — Тихорецкий проспект

## Достопримечательности

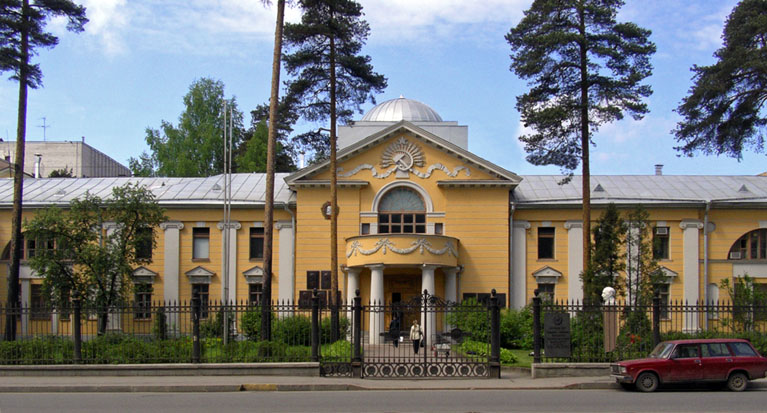
ФТИ им. Иоффе

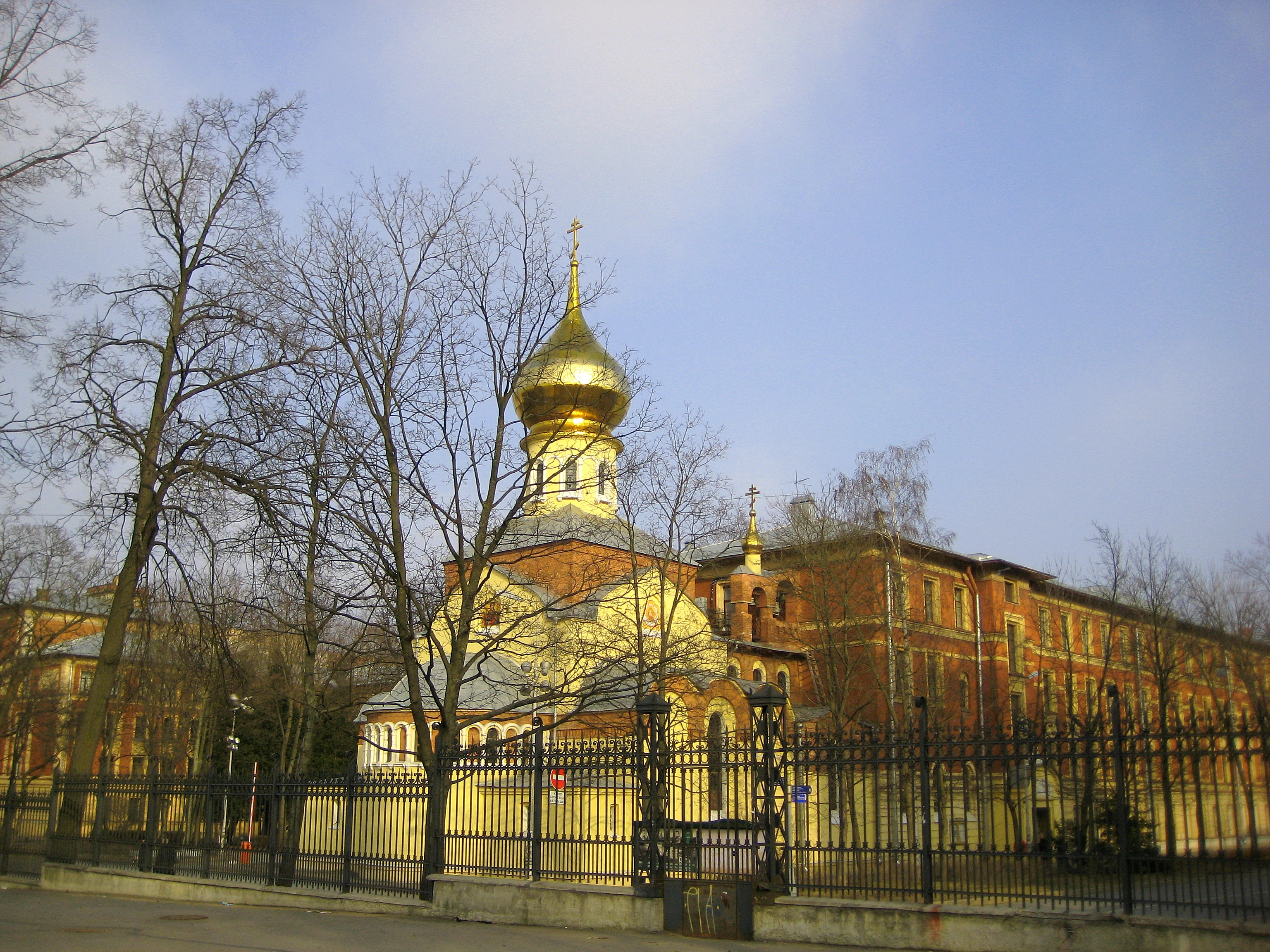
Покровская церковь при Политехническом университете Петра Великого

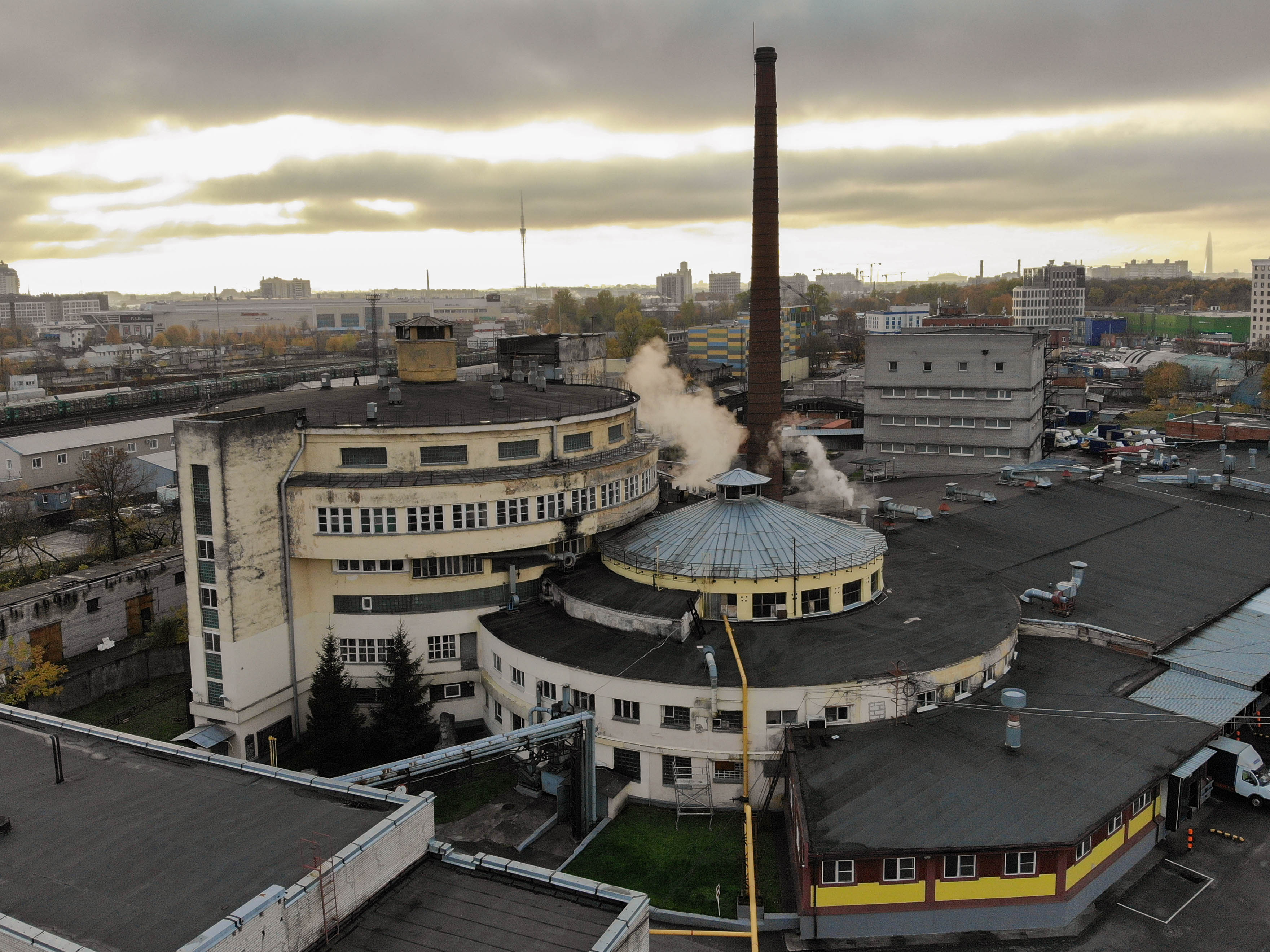
Кушелевский хлебозавод, 2020

- Архитектурный ансамбль площади Мужества
- Дом 11, литера И  7830639000 — главное здание Кушелевского хлебозавода, 1932—1933, арх-р Георгий Марсаков. Здание было построено по типовому проекту Марсакова, первым образцом которого стал московский Хлебозавод имени Зотова. Здания получили оригинальную круглую форму ради специального кольцевого конвейера разработки Марсакова, при котором процесс изготовления хлеба начинается на верхних этажах и «спускается» по кругу вниз. В центре здания располагается круглая вращающаяся печь. Кушелевский хлебозавод не прекращал работу в годы блокады Ленинграда, коллектив неоднократно награждали государственными орденами. В 1986 году завод модернизировали, в 1994, 1997 и 2000 были добавлены новые цеха[6][7].
- Дом 22, корп. 1. Первая средняя образцовая показательная школа в Лесном — Фабрично-заводская школа № 173. Школа по проекту A.C. Никольского, Л. Ю. Гальперина, A. A. Заварзина и Н. Ф. Демкова построена в 1928—1933 годах. В здании расположен Всесоюзный научно-исследовательский институт телевидения.
- Дом 26 — главное здание Физико-технического института имени А. Ф. Иоффе Российской академии наук. Здание построено в 1912—1916 годах по проекту архитектора Г. Д. Гримма для «убежища для престарелых неимущих потомственных дворян в память 300-летия дома Романовых» на сорок призреваемых, на втором этаже устроили церковь (затем Малый актовый зал института); передано ФТИ в 1923 году.  7830256001
- Дом 29 (корпуса) — комплекс зданий Политехнического университета Петра Великого (1902, неоклассицизм, архитектор Э. Ф. Виррих). Церковь Покрова Пресвятой Богородицы при университете (тогда Политехническом институте императора Петра Великого) построена в неорусском стиле в 1912—1913 годах по проекту преподавателя этого института, гражданского инженера И. В. Падлевского.
- Дом 29, литера О  7810224003 — гидробашня Политехнического института, 1905, архитекторы Эрнест Виррих и Иосиф Падлевский[8].
- Дом 32 (корпуса) — комплекс зданий бывшей Еленинской больницы (ныне занят филиалом Научно-исследовательского института фтизиопульмонологии). 1909—1911, архитекторы А. К. Гаммерштедт, И. С. Китнер  7830257000.
- Школа, возведённая в 1930—1932 годах по проекту А. С. Никольского (Первая образцовая показательная школа, с конца 1930-х по 1946 год школа № 102; c 1946 года здание занимает НИИ телевидения). В настоящее время бывшее здание школы находится внутри комплекса зданий АО «НИИТ» Архивная копия от 22 октября 2008 на Wayback Machine.

## Транспорт

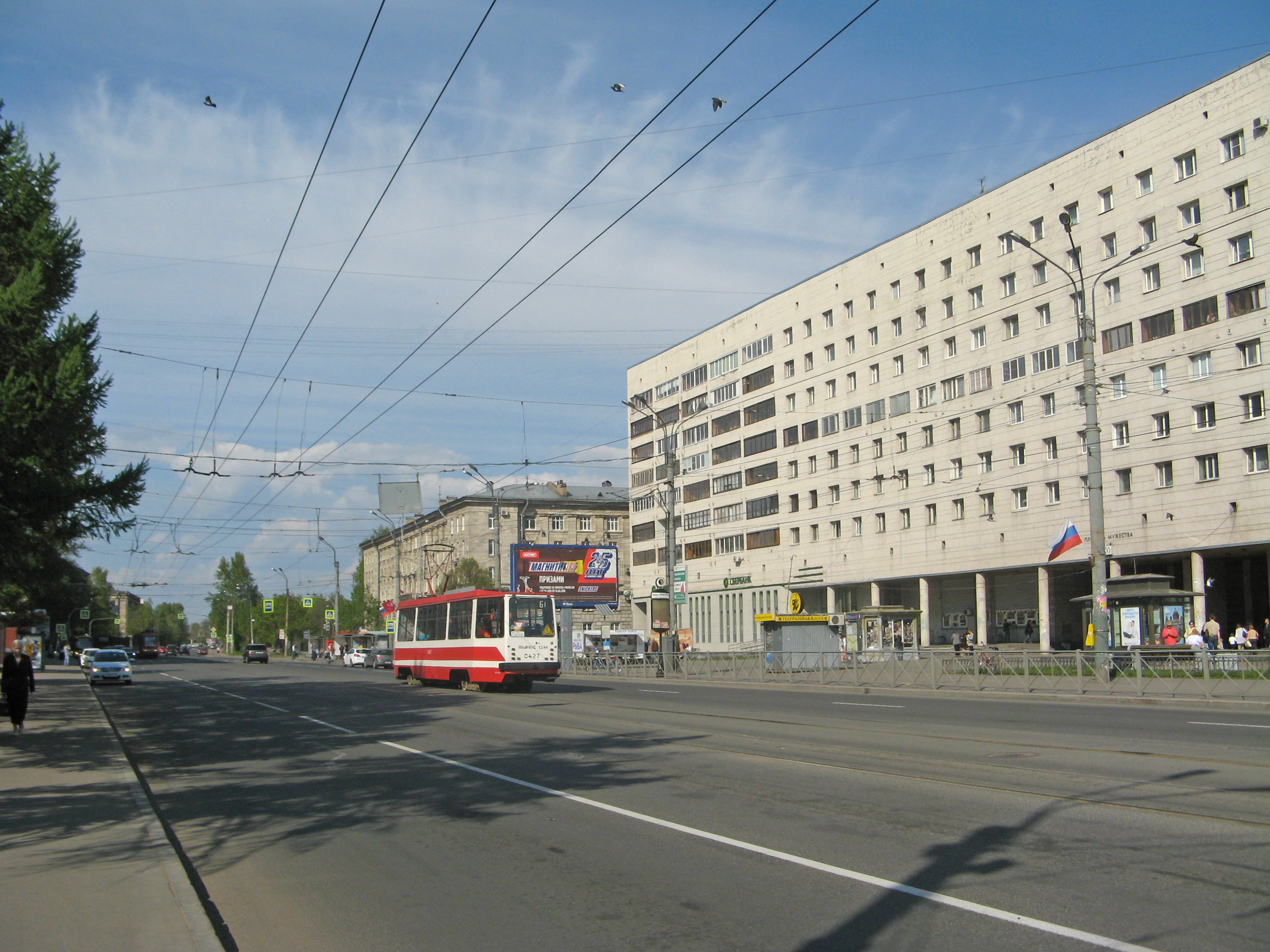
Трамвай на маршруте № 61 у станции метро «Площадь Мужества»

- В начале улицы находится железнодорожная станция Кушелевка.
- Станции метро — «Площадь Мужества» и «Политехническая»
- На всём протяжении улицы по ней проходит трамвайная линия. Маршруты:
  - № 38 — от оборотного кольца у станции Кушелевка на север;
  - № 40 — от площади Мужества на север;
  - № 48 — от начала улицы до оборотного кольца у станции Кушелевка;
  - № 55 — от площади Мужества на север;
  - № 57 — от оборотного кольца севернее станции метро «Политехническая» на север;
  - № 61 — на всём протяжении улицы.
- Троллейбусы:
  - № 4 — от площади Мужества на север;
  - № 6 — от Новороссийской улицы до площади Мужества (только в направлении на север);
  - № 21 — от площади Мужества на север;
  - № 34 — от улицы Курчатова на север;
  - № 50 — от улицы Курчатова на север;
  - № 51 — от площади Мужества на север.

Участок троллейбусной линии от улицы Карбышева до Новороссийской улицы в маршрутном движении не используется.
- Автобусы:
  - № 69 — от улицы Курчатова на север (только в направлении на север);
  - № 94 — от улицы Курчатова на север;
  - № 271 — от улицы Курчатова на север;
  - № 275 — от Тихорецкого проспекта до площади Мужества;
  - № 294 — от Тихорецкого проспекта до площади Мужества;
  - № 399 — от станции метро «Площадь Мужества» на север.

Во время размыва в метро по улице ходил бесплатный автобус № 80 с конечной остановкой у площади Мужества и разворотом по улице Хлопина, Гжатской улице и проспекту Непокорённых.